# Nicolas de Pigage

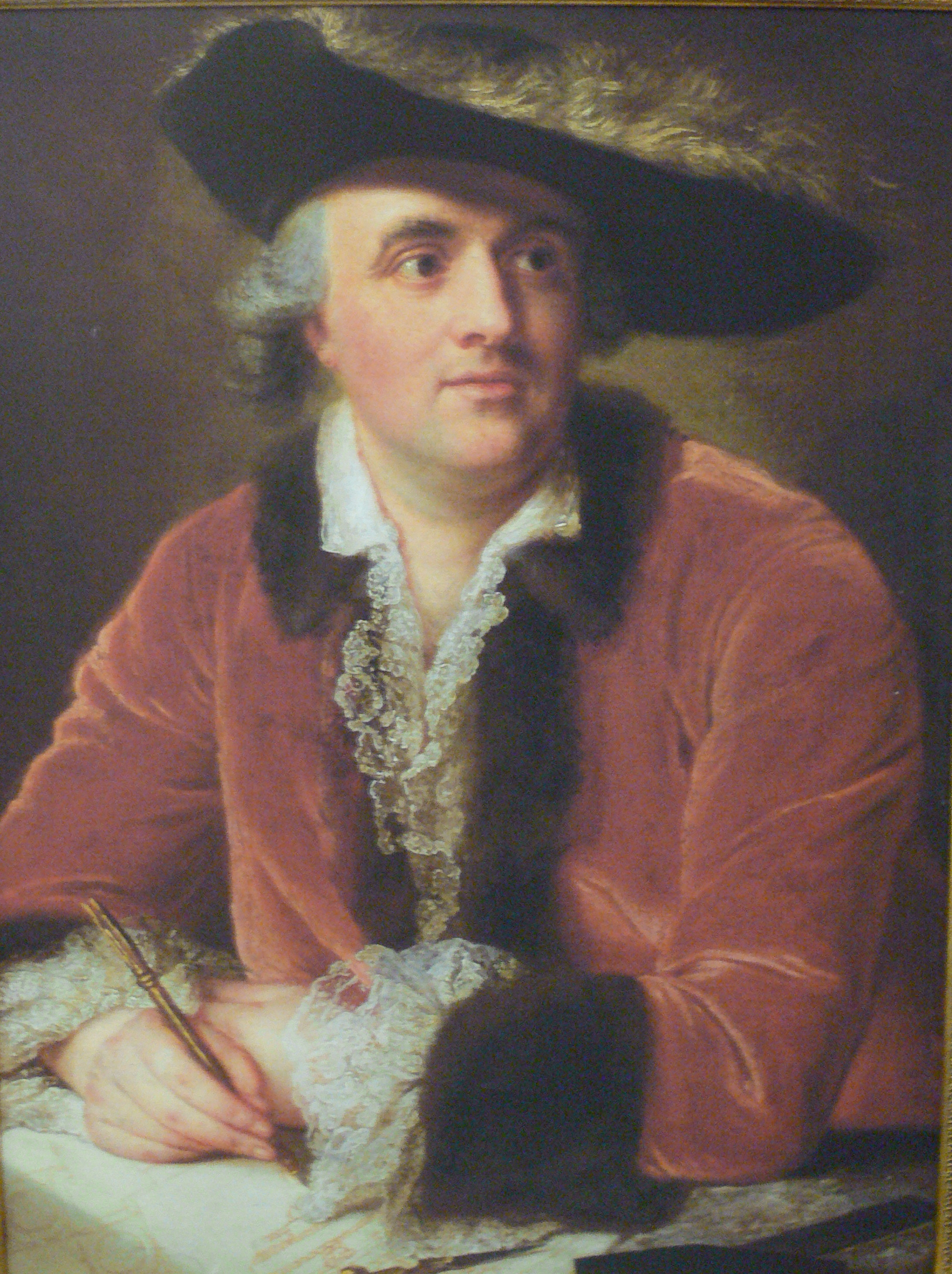
Nicolas de Pigage, Gemälde von Anna Dorothea Therbusch, um 1764

Nicolas de Pigage (* 3. August 1723 in Lunéville; † 30. Juli 1796 in Schwetzingen) war ein bedeutender Baumeister des süddeutschen Barock. Zu seinen Hauptwerken gehören der Schlossgarten Schwetzingen, die ehemalige Hofbibliothek Mannheim und das Schloss Benrath.

## Leben und Werk
Als Sohn eines lothringischen Steinmetzen begann er 1743 in Paris ein Studium an der École Militaire und wechselte ein Jahr später an die Académie royale d’architecture, wo er unter Jacques-François Blondel studierte. Kurfürst Carl Theodor berief ihn an den kurpfälzischen Hof nach Mannheim, wo er 1752 das Amt des Oberbaudirektors bekam. Unter der Leitung von Pigage wurde von 1755 bis 1773 das Schloss Benrath erbaut, welches das alte Wasserschloss ersetzte. Während der Bauzeit wurde Nicolas de Pigage 1762 zum kurpfälzischen Gartendirektor ernannt. Pigage wirkte bei der Errichtung der Residenz in Mannheim und des Schlossgartens Schwetzingen, errichtete dort auch das Schlosstheater und erweiterte das Langhaus von St. Pankratius. Am Mannheimer Schloss wurde er mit der Errichtung des Ostflügels beauftragt.
Pigage ist auch Architekt des Karlstors in Heidelberg, des Speyerer Tors in Frankenthal (Pfalz) sowie eines Anwesens der Pflege Schönau. Für den Kurpfälzer Bankier Franz Maria Schweitzer erbaute er ein Palais auf der Zeil in Frankfurt am Main. Architekturtheoretische Bedeutung erlangte Pigage durch Herausgabe des Galeriewerks La Galerie Électorale de Dusseldorff (1778), deren Abbildungen bei Christian von Mechel in Basel hergestellt wurden. Die Stadt Mannheim benannte im Stadtteil Rheinau eine Straße nach Pigage. Auch in Düsseldorf-Benrath wurde in unmittelbarer Nähe des Schlosses eine Straße nach ihm benannt. Ebenso wird durch die Benennung einer Straße in Schwetzingen an den Baumeister erinnert.
Der Maler Werner von Pigage ist ein Nachkomme des Bruders von Nicolas de Pigage, auch wenn er sich gerne als dessen Nachkomme darstellte.

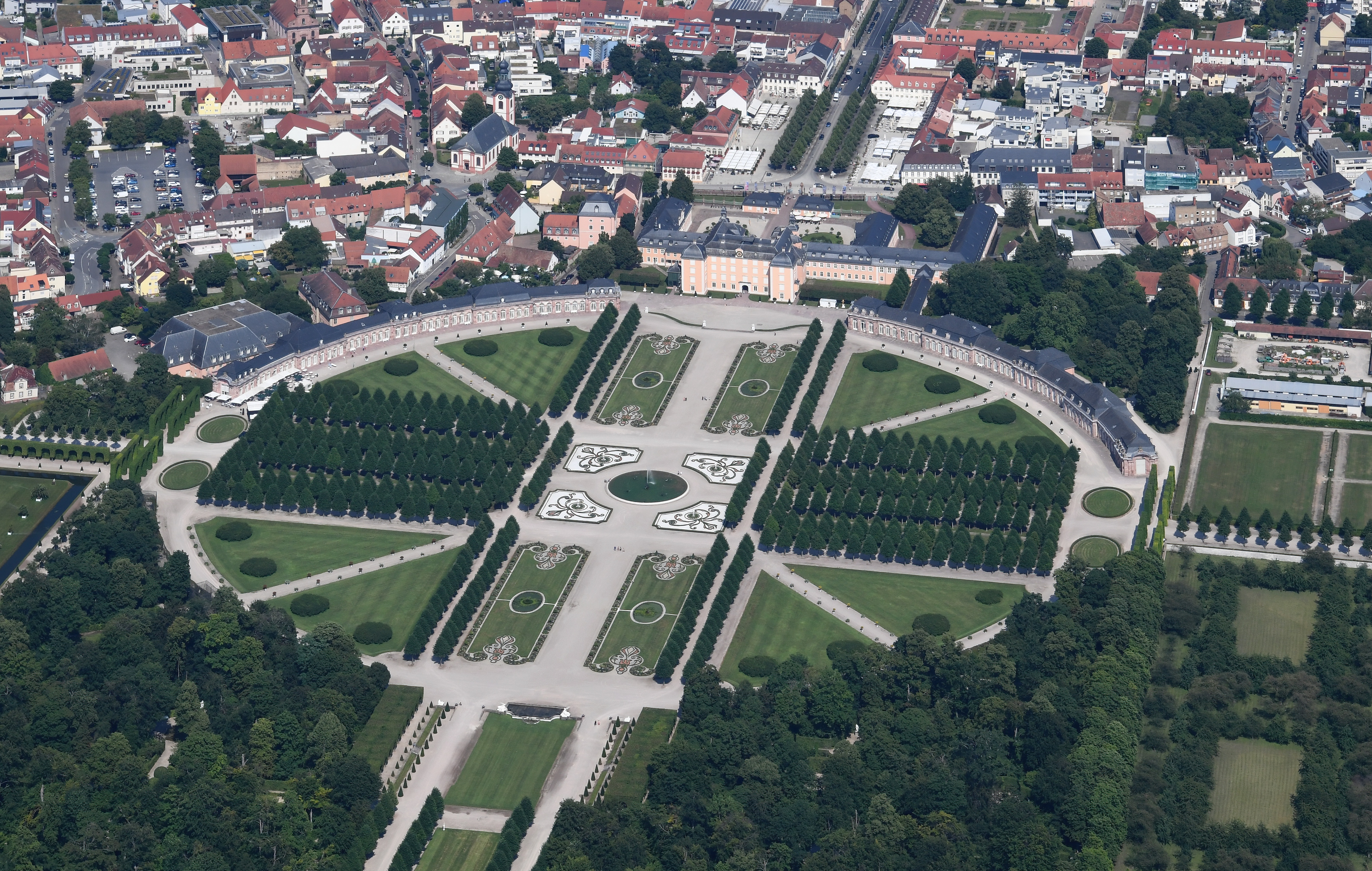
Schlossgarten Schwetzingen
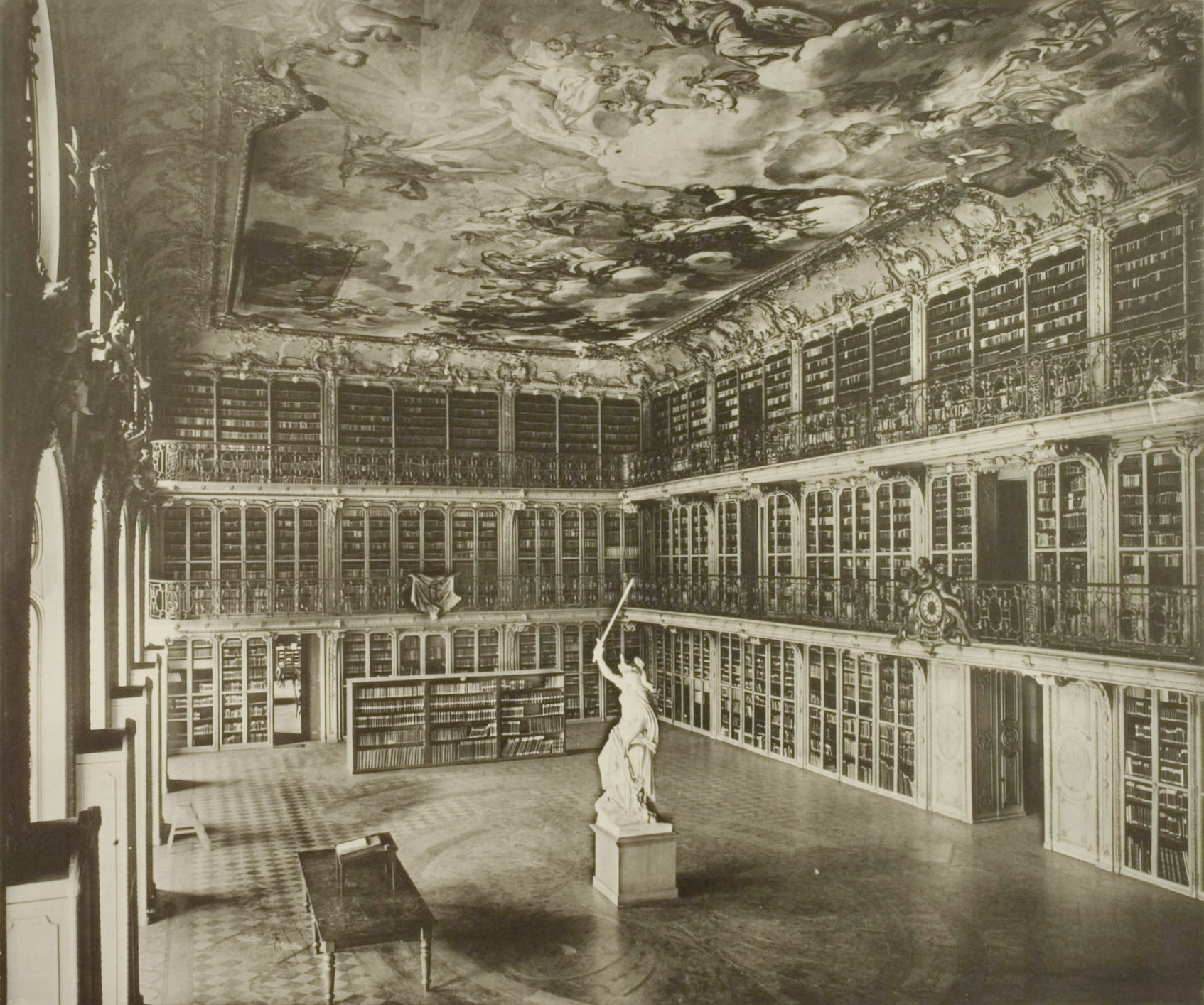
ehem. Hofbibliothek Mannheim
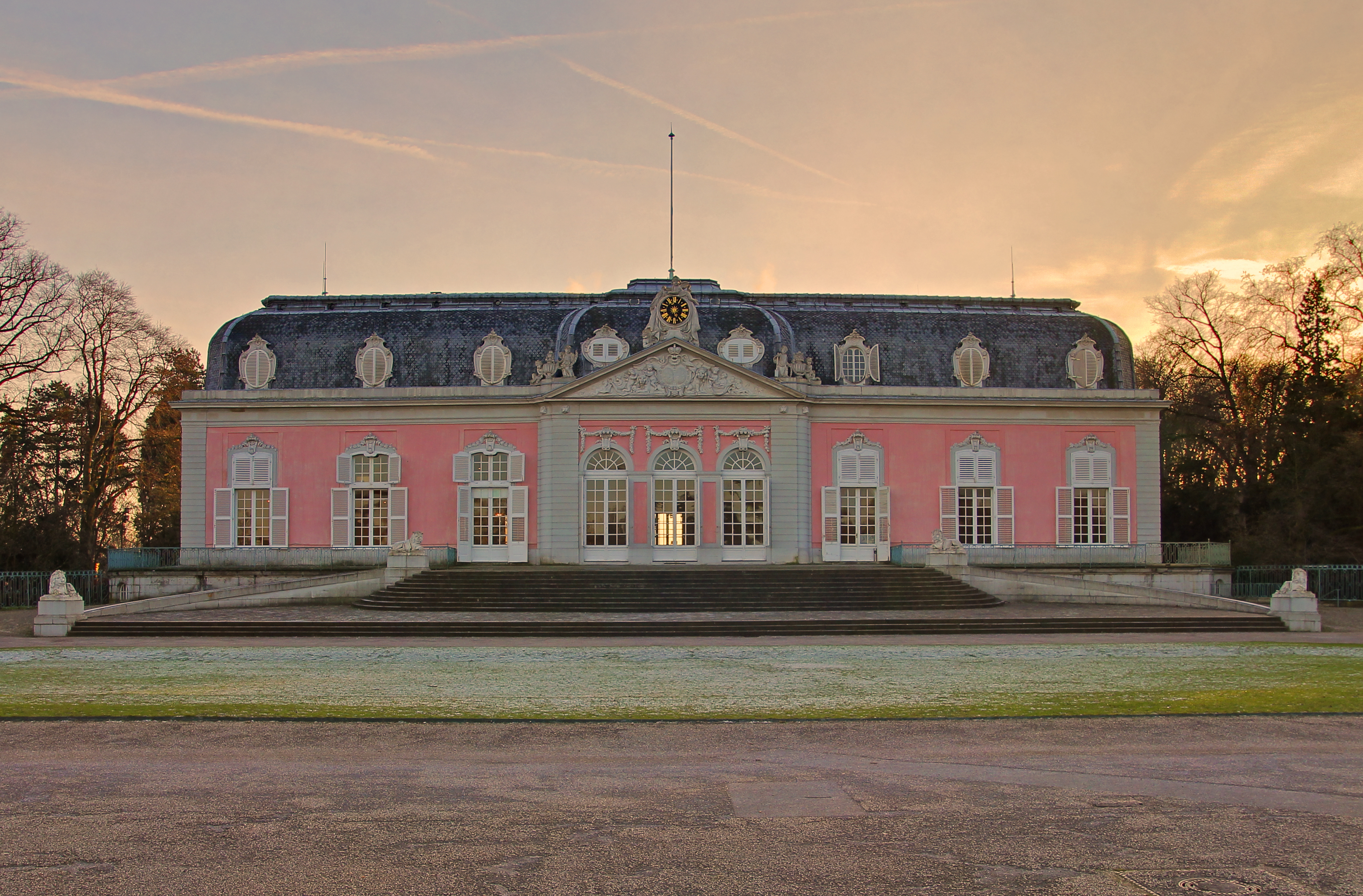
Schloss Benrath